# Carlos Díaz Escudero
Carlos Díaz Escudero fue un fotógrafo y pintor chileno.

## Biografía
En 1879 se asoció al fotógrafo Eduardo Clifford Spencer, iniciando así un estudio fotográfico que acompañó al ejército chileno en sus distintas campañas militares durante la Guerra del Pacífico. 
Sus fotografías eran muy variadas; realizaban retratos a los soldados, registraban los campos de batalla y algunos “paisajes” de los frentes de guerra. Estas imágenes influyeron de diversas formas tanto en los familiares de los soldados como en la población en general; ya que generaron un gran sentimiento nacionalista. Además eran comercializadas tanto para el público como para los periódicos, que las utilizaba para los grabados e informar el avance de la Guerra del Pacífico. 
Cabe destacar que, la rapidez con la que ocurrían los enfrentamientos les impedía a los fotógrafos el desplazamiento a los lugares donde ocurrían las batallas.